# Norman Connors
Norman Connors (Philadelphia (Pennsylvania), 1 maart 1947) is een Amerikaanse jazzdrummer, -componist, -arrangeur en producent.

## Biografie
Connors woonde in dezelfde Philadelphia-buurt als komiek Bill Cosby (slechts 4 deuren verderop) en toonde al op zeer jonge leeftijd interesse in jazz, toen hij begon met drummen. Op de lagere school werd Connors uitgebreid blootgesteld aan jazz en werd hij sterk beïnvloed door de drummer Lex Humphries en de jongere broer van bassist en Jazz-Messenger-speler Spanky DeBrest. Op slechts 13-jarige leeftijd ontmoette hij voor het eerst zijn idool Miles Davis in 1960. Hij verving ooit Elvin Jones bij een John Coltrane-optreden dat hij bijwoonde, terwijl hij op de middelbare school zat. Connors studeerde muziek aan de Temple University en Juilliard. Zijn eerste opname was op de publicatie Magic of JuJu van Archie Shepp in 1969. Hij speelde de daaropvolgende jaren bij Pharoah Sanders, tot hij in 1972 tekende bij het jazzlabel Cobblestone Records, een divisie van Buddah Records, waar hij zijn eerste plaat als bandleider uitbracht.
Connors begon zich halverwege de jaren 1970 meer te concentreren op r&b-materiaal, nadat hij een contract had getekend bij Buddah Records en vervolgens de A&R-manager van het label werd. Hij scoorde verschillende Amerikaanse hits met gastvocalisten zoals Michael Henderson, Jean Carn en Phyllis Hyman. De meest succesvolle hiervan was You Are My Starship (#4 r&b, #27 pop), met Henderson in 1976, terwijl Valentine Love, zijn eerste chartsucces in 1975, #10 in de r&b-hitlijst bereikte, met zang van Henderson en Jean Carne. Dee Dee Bridgewater trad ook met hem op op het jazzalbum Love from the Sun. Hij heeft ook opnamen gemaakt voor verschillende artiesten, waaronder medewerkers als Jean Carn, Phyllis Hyman, Al Johnson, Norman Brown en saxofonist Marion Meadows.
Connors stapte over naar Arista Records, toen Buddah in 1978 werd uitgekocht en bereikte een cross-over naar het discocircuit in 1980, toen hij de hit Take it to the Limit uitbracht op een 12" single. De B-kant Black Cow (een instrumentaal) is geschreven door Walter Becker en Donald Fagen van Steely Dan. In 1988 had hij een hit bij Capitol Records met I Am Your Melody (met B-kant Samba for Maria) van zijn lp Passion, die hij produceerde met Spencer Harrison. Connors introduceerde ook de opkomende zangeres Gabrielle Goodman op de Passion LB, die Minnie Riperton's Loving You, My One And Only Love, Private Stock en duetten met Harrison op de lp zong. Zijn latere werk Star Power bevat smooth jazz en urban crossover-muziek.

## Discografie

### Singles
- 1975:	Valentine Love (featuring Michael Henderson & Jean Carn)
- 1976:	We Both Need Each Other (featuring Michael Henderson & Phyllis Hyman)
- 1976: You Are My Starship (featuring Michael Henderson)
- 1977:	Betcha by Golly, Wow (featuring Phyllis Hyman)
- 1977: Once I've Been There (featuring Phillip Mitchell)
- 1977: For You Everything (featuring Phillip Mitchell & Eleanore Mills)
- 1978:	This Is Your Life (featuring Eleanore Mills)
- 1978: Wouldn't You Like to See (featuring Eleanore Mills)
- 1979:	Your Love (featuring Al Johnson)
- 1979: Handle Me Gently (featuring Miss Adaritha)
- 1980:	Take It to the Limit (featuring Miss Adaritha)
- 1980: Melancholy Fire (featuring Glenn Jones)
- 1981:	She's Gone (featuring Beau Williams)
- 1988:	I Am Your Melody (featuring Spencer Harrison)
- 1988: You're My One and Only Love (featuring Gabrielle Goodman)
- 1988: Lovin' You (featuring Gabrielle Goodman)
- 1993:	Remember Who You Are (featuring Phyllis Hyman)
- 2000:	Cobra (featuring Norman Brown)
- 2000: Didn't I (Blow Your Mind This Time) (featuring Lisa Fischer)

### Studioalbums
- 1972:	Dance of Magic
- 1973:	Dark of Light
- 1974:	Love from the Sun
- 1974: Slewfoot
- 1975:	Saturday Night Special
- 1976:	You Are My Starship
- 1976: RIAA: Gold
- 1977:	Romantic Journey
- 1978:	This Is Your Life
- 1979:	Invitation
- 1980:	Take It to the Limit
- 1981:	Mr. C
- 1988:	Passion
- 1993:	Remember Who You Are
- 1996:	Easy Living
- 2000:	Eternity
- 2009:	Star Power

### Compilaties
- 1978:	The Best of Norman Connors & Friends
- 1997:	The Encore Collection
- 1998:	The Very Best of Norman Connors
- 1999:	Melancholy Fire - The Best of Norman Connors
- 2001:	The Best of Norman Connors
- 2017:	Valentine Love - The Buddah/Arista Anthology

### Als sideman
Met Carlos Garnett
- 1974: Black Love (Muse)

Met Sam Rivers
- 1973: Streams (Impulse!)
- 1973: Hues (Impulse!)

Met Pharoah Sanders
- 1972: Live at the East (Impulse!)
- 1973: Village of the Pharoahs (Impulse!)
- 1972-1973: Love in Us All (Impulse!)
- 1978: Love Will Find a Way (Arista)

- Bibliothèque nationale de France: cb14010883n (data)
- Gemeinsame Normdatei: 134609999
- International Standard Name Identifier: 0000 0000 5517 8018
- Library of Congress Control Number: n82025128
- MusicBrainz: ffc0b74d-10c3-4706-b793-e4d822021ab5
- Système universitaire de documentation: 156660431
- Virtual International Authority File: 44496969
- WorldCat: E39PBJxhqcGDVkGqp8KjtxfDv3